# Harriet Beecher Stowe

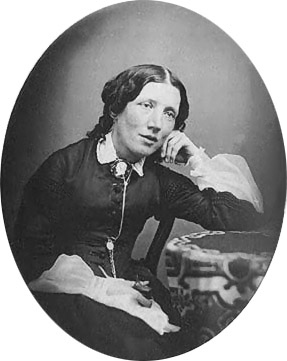
Harriet Beecher Stowe, um 1852

Harriet Beecher Stowe (geborene Harriet Elizabeth Beecher; * 14. Juni 1811 in Litchfield, Connecticut; † 1. Juli 1896 in Hartford, Connecticut) war eine US-amerikanische Schriftstellerin und erklärte Gegnerin der Sklaverei. Sie schrieb zahlreiche Artikel und über 30 Bücher, wovon ihr bekanntestes Buch Onkel Toms Hütte aus dem Jahr 1852 ein Roman gegen die Sklaverei war. Zusammen mit dem gleichnamigen Theaterstück erreichte sie ein Millionenpublikum in der westlichen Welt und konnte die öffentliche Meinung gegen die unmenschliche Sklavenhaltung maßgeblich beeinflussen. Dieses Werk wurde in über 40 Sprachen übersetzt.

## Leben

### Frühe Jahre
Harriet Beecher wuchs in einem evangelischen Pfarrhaus in Litchfield in Connecticut und in Boston in Massachusetts auf. Sie wurde als jüngste Tochter und siebtes von 13 Kindern des presbyterianischen Pfarrers puritanischer und calvinistischer Prägung Lyman Beecher (1775–1863) geboren. Ihre Mutter Roxana Foote (1775–1816) starb an Tuberkulose, als das Mädchen erst fünf Jahre alt war. Einer ihrer Brüder war der eher liberale presbyterianische Prediger Henry Ward Beecher, ihre älteste Schwester die Schulleiterin und Schriftstellerin Catharine Beecher, in deren Schatten Harriet anfänglich stand, und ihre jüngere Halbschwester die Frauenrechtlerin Isabella Beecher Hooker.
Harriet Beecher absolvierte in der von Sarah Pierce gegründeten Litchfield Female Academy eine Ausbildung, wie sie ansonsten weitgehend Männern vorbehalten war, und trat 1829 als Lehrerin in die von ihrer Schwester Catherine in Boston gegründete Mädchenschule Hartford Female Seminary ein. Im Alter von 21 Jahren siedelte sie 1832 mit ihrem Vater nach Walnut Hills in Cincinnati, Ohio, über, wo er Präsident des neugegründeten Lane Theological Seminary wurde. Die Fragen nach dem Umgang mit der damaligen Sklaverei in den Vereinigten Staaten waren am Seminar und auch in den dortigen Kirchen und in der Öffentlichkeit von heftigen Auseinandersetzungen geprägt. Alle Mitglieder der Familie Beecher waren entschiedene Abolitionisten und setzten sich für die Befreiung der Sklaven ein. Da Ohio nördlich von Kentucky liegt, wo die Sklaverei noch erlaubt war, bekam sie viel von entflohenen Sklaven und deren harten Schicksalen mit.
Harriet und ihre Schwestern arbeiteten am Catherine’s Western Female Institute, wo sie dessen Semi-Colon-Club beitrat, einem Zirkel für talentierte Schreiber. In diesem Club traf sie den Theologen Calvin Ellis Stowe (1802–1886), Professor für alte Sprachen am Lane Theological Seminary und selbst Gegner der Sklaverei. Er war 1834 ein kinderloser Witwer geworden, dank der Freude am Schreiben wurden sie schnell Freunde, und sie heiratete ihn am 6. Januar 1836. Das Ehepaar bekam sieben Kinder, darunter waren auch Zwillingsschwestern. 1849 starb der erst 18 Monate alte Sohn Samuel Charles Stowe an Cholera, bei deren Endemie etwa 3.000 Menschen in der Region starben. Harriet Beecher Stowe lernte dadurch den Verlustschmerz vieler Eltern der damaligen Zeit persönlich kennen und entwickelte zudem eine besondere Empathie für Sklavenmütter, denen damals oft Kinder weggenommen wurden.
Im Jahr 1850 wurde ihr Mann an das Bowdoin College in Brunswick in Maine berufen und 1853 an das theologische Seminar in Andover in Massachusetts, und die Familie zog dorthin. Hier halfen sie auch bei der Underground Railroad mit, einem geheimen Fluchtnetzwerk, das vielen geflüchteten Sklaven die verdeckte Reise in den Norden ermöglichte.
In Mußestunden beschäftigte sich Harriet Beecher Stowe von jung an mit poetischen und belletristischen Arbeiten. 1833 veröffentlichte sie als ihr erstes Werk ein Geographiebuch mit dem Titel Primary Geography, in dem sie Landschaften ihrer Umgebung beschrieb. Sie schrieb zudem zahlreiche Artikel, die ab 1840 im Godey’s Lady’s Book, einer in den USA damals weit verbreiteten Zeitschrift, publiziert wurden. 1843 veröffentlichte sie ihr erstes Buch mit Erzählungen unter dem Titel The Mayflower; eine neue Ausgabe erschien 1868. Ihr Mann unterstützte und förderte ihre breit gefächerten schriftstellerischen Talente; die Bücher besserten das Familieneinkommen auf.

### Onkel Toms Hütte
Schon an ihrem früheren Wohnsitz Cincinnati hatte sie sich mit der Sklavenfrage beschäftigt; noch eingehendere Studien und Beobachtungen machte sie, als sie mit ihrem Ehemann wiederholt den Süden bereiste und die Pflanzungen von Louisiana, Tennessee, Georgia, North und South Carolina, die Sklavenzüchtereien von Virginia, die „Negermärkte“ von New Orleans und weiteres sah. Als 1850 das Gesetz „Fugitive Slave Law“ im Kongress angenommen wurde, womit in den Norden geflohene Sklaven an ihre Besitzer im Süden ausgeliefert werden mussten, fühlte Beecher Stowe die Zeit gekommen, über das unmenschliche, harte Los der Sklaven zu schreiben.

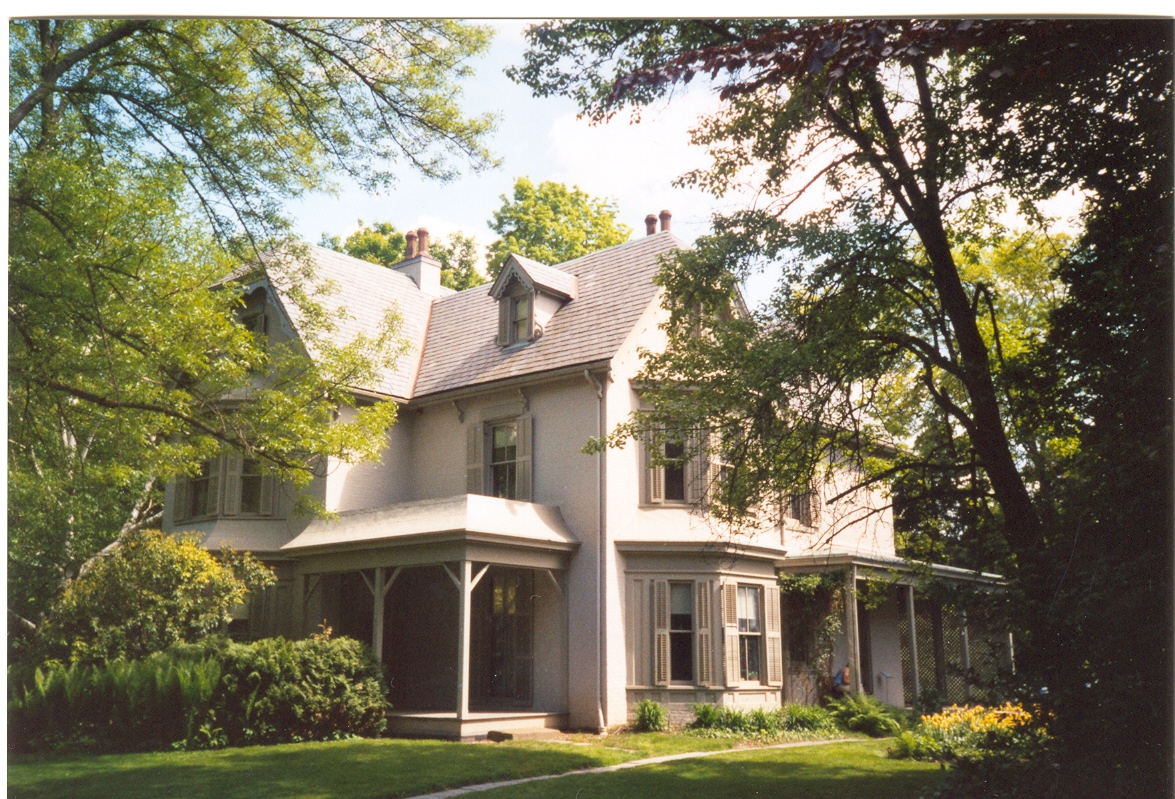
Wohnhaus von Harriet Beecher Stowe in Hartford (Connecticut)

Die am neuen Wohnort und auf den Reisen empfangenen Eindrücke verarbeitete sie in ihrem berühmten, die traurige Lage der versklavten Schwarzafrikaner in den nordamerikanischen Sklavenstaaten darstellenden Roman Uncle Tom’s Cabin (deutsch Onkel Toms Hütte). Er basierte auch auf den niedergeschriebenen Erinnerungen des ehemaligen Sklaven Josiah Henson an seine Familie, der als Erwachsener nach Kanada flüchten konnte. Der Text erschien von Juni 1851 bis April 1852 in vierzig Fortsetzungen in der Abolitionisten-Zeitung National Era und 1852 in Boston als Buch.
Der Roman beeinflusste die politische Meinung in den USA zu diesem Thema wesentlich und wurde zu einer wichtigen Kampfschrift im Bürgerkrieg der Nordstaaten gegen die Südstaaten, dem sogenannten Sezessionskrieg von 1861 bis 1865. Bereits im ersten Jahr des Erscheinens wurden 300.000 Exemplare in Amerika und eine Million in Großbritannien verkauft; zahlreiche Neuauflagen und über vierzig Übersetzungen in andere Sprachen folgten. Abraham Lincoln soll 1862 bei einem Zusammentreffen mit Harriet Beecher Stowe gesagt haben: „Sie sind also die kleine Frau, deren Buch diesen großen Krieg verursacht hat.“
Auf den Londoner Volksbühnen wurde das Buch dramatisiert und Beecher Stowe selbst bearbeitete den Stoff als Drama unter dem Titel The Christian Slave. Die Bearbeitungen liefen äußerst erfolgreich in diversen Fassungen mehrere Jahrzehnte lang. Nach Schätzungen waren allein in den 1890er Jahren rund einhundert Ensembles mit dem Stück auf Tournee. Zugleich gab es in den USA zahlreiche unautorisierte Theaterauftritte, die ihr Stück völlig verfremdeten und Onkel Tom als dummen, schwächlichen, unterwürfigen und lüsternen Schwarzen auftreten ließen.
Um den großen Eindruck von Onkel Toms Hütte zu schwächen, den das Werk auf die Förderung der Emanzipationsideen machte, trat Mary Eastman mit dem Gegenroman Aunt Phillis’s Cabin auf, der aber eher wirkungslos blieb.
Dagegen publizierte Beecher Stowe 1853 einen Schlüssel zu Onkel Toms Hütte (A Key to Uncle Tom’s Cabin), in dem sie die in ihrem Roman erzählten Tatsachen historisch nachzuweisen suchte und ihre Quellen offenlegte. Die Verfasserin bereiste 1853 Europa und wurde überall mit Ehrenbezeugungen überhäuft. Als Frucht dieser Reise erschien das Werk Sunny Memories of Foreign Lands (Boston 1854, 2 Bände).

### Späte Jahre

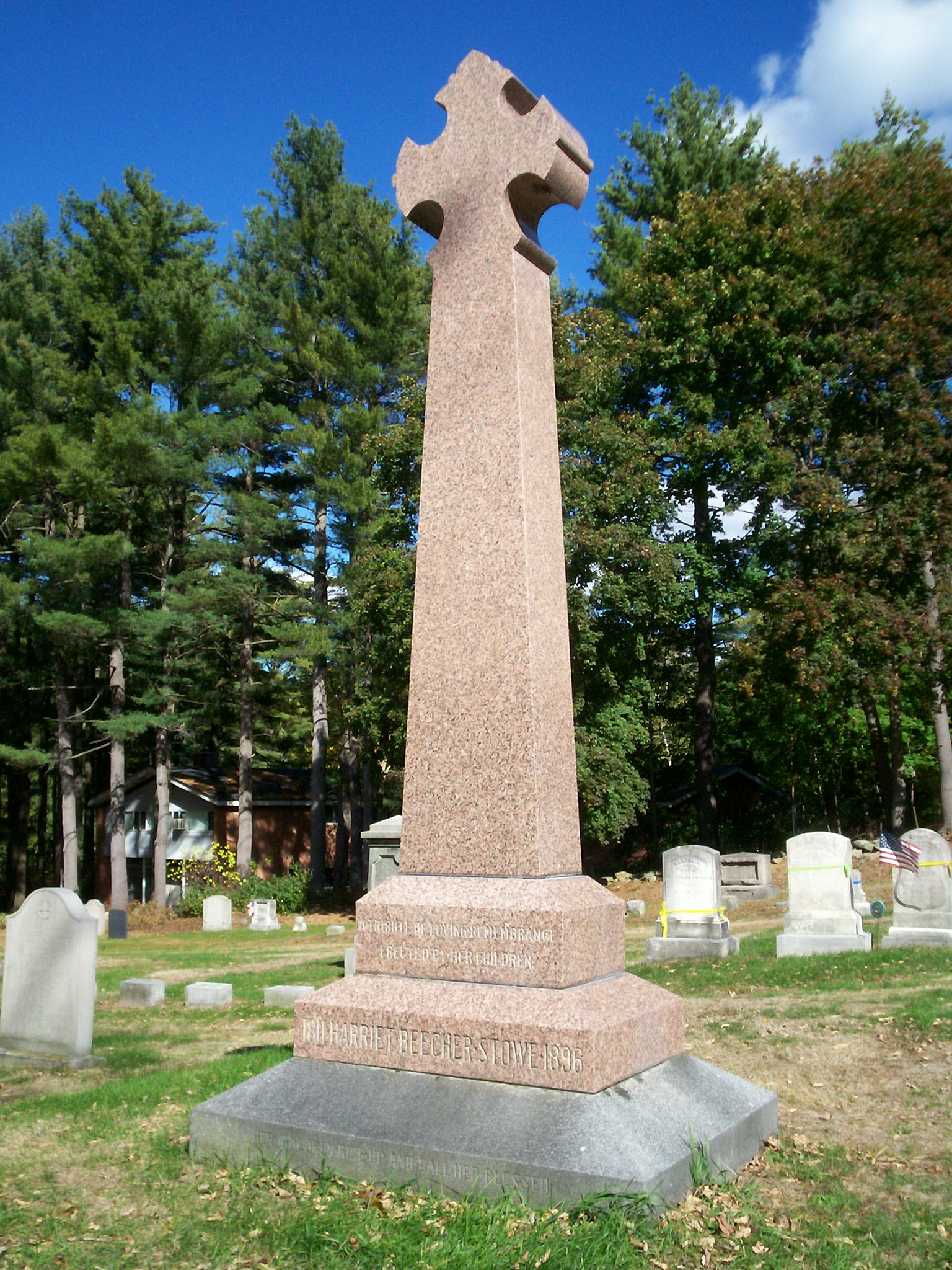
Stowes Grab in Andover

Auch in den folgenden Jahren war sie literarisch sehr produktiv und veröffentlichte eine große Anzahl Werke. Darunter war 1856 ein zweiter Roman gegen die Sklaverei, Dred, A Tale of the Great Dismal Swamp, dessen Titelfigur einer der Great Dismal Swamp Maroons ist. Wie sich in diesen ansatzweise andeutet, ist Beecher Stowe unter anderem der Regionalliteratur Neuenglands zuzurechnen. Ihre Gedichte, die mehrere Bände füllen, sind meist religiöser Natur. Die Frauenrechtlerinnen Elizabeth Cady Stanton und Susan B. Anthony wollten sie für ihre Zeitschrift Revolution gewinnen, und sie sollte einen Fortsetzungsroman über Frauenrechte veröffentlichen. Sie war zwar offen für dieses Thema, aber sie bevorzugte den Weg über eine gute Bildung für Frauen und Ausübung von gutem Einfluss auf die Männer im privaten Raum der Familie und des Haushalts. So kam eine Zusammenarbeit nicht zustande.
Viel von ihrem Ruhm büßte sie ein durch die Schrift True Story of Lady Byron’s Life (1869), in der sie den Dichter George Gordon Byron (Lord Byron) eines inzestuösen Umgangs mit Augusta Leigh, seiner Halbschwester, beschuldigte und einen Sturm der Entrüstung erregte, den sie durch die Broschüre Lady Byron Vindicated (1870) vergeblich zu beschwichtigen suchte.
Gemeinsam mit ihren anderen Geschwistern, vor allem dem einflussreichen Pfarrer Henry Ward Beecher, versuchte sie 1871 ohne Erfolg, ihre Schwester Isabella Beecher Hooker davon abzubringen, Victoria Woodhull bei ihrer Kandidatur für die Präsidentschaftswahl 1872 zu unterstützen. In ihrem 1871 erschienenen Roman My Wife and I war Woodhull Vorbild für die anstößige Figur der Audacia Dangereyes, die ebenfalls nach dem Präsidentenamt strebte und dabei so unmoralische Mittel wie die Beziehungen zu Männern einsetzte. In den 1870ern wurde Henry Ward Beecher des Ehebruchs angeklagt. Der Prozess weitete sich zu einem nationalen Skandal aus. Harriet Beecher Stowe konnte die Anschuldigungen, die ihren Bruder betrafen, nicht ertragen und floh nach Mandarin bei Jacksonville in Florida, wo sie bereits seit 1867 die Winter verbracht hatte. Trotzdem blieb sie ihrem Bruder gegenüber loyal und glaubte an seine Unschuld.
In Mandarin öffneten ihr Mann und sie ihr Haus für lokale Bibelstudientreffen. Sie beteiligte sich auch am öffentlichen Leben, sie half beim Aufbau der episkopalen Kirchgemeinde und bei der Gründung einer Schule für schwarze Kinder. Zudem ertrank ihr Sohn Frederick 1871 im Meer. Nachdem sie 1873 wieder in ihre Heimat, nach Hartford zurückgekehrt war, förderte sie die Wiederbelebung des Wadsworth Atheneum Museum of Art und war mitbeteiligt bei der Gründung der Hartford Art School, die später Teil der Universität von Hartford wurde.
Im Jahr 1880 nahm sie gegen die von den Mormonen damals praktizierte Polygamie Stellung:

„Jede glückliche Ehefrau und Mutter, die diese Zeilen liest, soll ihr Mitgefühl, ihre Gebete und ihr Bemühen beisteuern, um ihre Schwestern von dieser entwürdigenden Knechtschaft zu befreien. Alle Frauen im Land sollen geeint für sie aufstehen. In einer vereinigten aufgeklärten Haltung liegt eine Macht, vor der jede Form der Ungerechtigkeit und Grausamkeit schließlich untergehen muss.“

1884 verließen Stowes endgültig ihre Winterresidenz in Mandarin, weil die stark angeschlagene Gesundheit ihres Mannes keine solch langen Reisen mehr zuließ. Er starb zwei Jahre später. Mit ihrem Sohn Charles E. Stowe verfasste Harriet noch eine Autobiographie, die 1889 erschien. Nach dem Tod ihres Mannes verschlechterte sich auch ihre körperliche und geistige Gesundheit zunehmend, und sie erlitt einen Hirnschlag mit Halbseitenlähmung, woran sie am 2. Juli 1896 umgeben von ihrer Familie im Alter von 85 Jahren in Hartford starb. Dort hatte sie seit 1864 wieder gewohnt; sie wurde auf dem Campus der Phillips Academy in Andover in Massachusetts beigesetzt. Her Children Rise up and Call Her Blessed (deutsch: Ihre Kinder verneigen sich und nennen sie eine Gesegnete) ist auf ihrem Grabstein eingraviert.

## Werke (Auswahl)
- Primary Geography, 1833.
- The Mayflower; or, Sketches of Scenes and Characters Among the Descendants of the Pilgrims (1834) – Digitalisat der Ausgabe von 1860 ("Only complete edition") in der Digitalen Bibliothek Mecklenburg-Vorpommern. Die Maiblume. Deutsche Übersetzung.[20]
- Mark Meriden, 1841.
- Uncle Tom’s Cabin, 1852.
  - Onkel Toms Hütte, Bertz + Fischer, Berlin 2008, ISBN 978-3-86505-549-1 (eine von vielen Ausgaben).
- A Key to Uncle Tom’s Cabin, 1853.
  - Schlüssel zu Onkel Toms Hütte.
- Sunny Memories of Foreign Lands, 1854.
  - Erinnerungen an Deutschland. Ein heiterer Reisebericht. Deutsch von Nadine Erler. Verlag 28 Eichen, Barnstorf 2019, ISBN 978-3-96027-110-9.
- First Geography for children[21], 1855
- Dred, A Tale of the Great Dismal Swamp, 1856.
  - Dred. Eine Erzählung aus dem großen Schreckenssumpf, Dausien, Hanau 1987, ISBN 3-7684-3707-8.
- The Minister’s Wooing, 1859.
- Agnes of Sorrento, 1862.
- The Pearl of Orr’s Island, 1862.
- The Chimney Corner, 1866.
- The American Woman’s Home, 1869 (mit ihrer Schwester Catherine Beecher).
- Old Town Folks, 1869.
- True Story of Lady Byron’s Life, 1869.
- Lady Byron Vindicated, 1870.
- Little Pussy Willow, 1870.
- My Wife and I, 1871 (1925 verfilmt).
- Pink and White Tyranny, 1871.
- Woman in Sacred History, 1873.
- Palmetto Leaves, 1873.
- We and Our Neighbors, 1875.
- Poganuc People, 1878.
- The Poor Life, 1890.